# Ключевые показатели эффективности

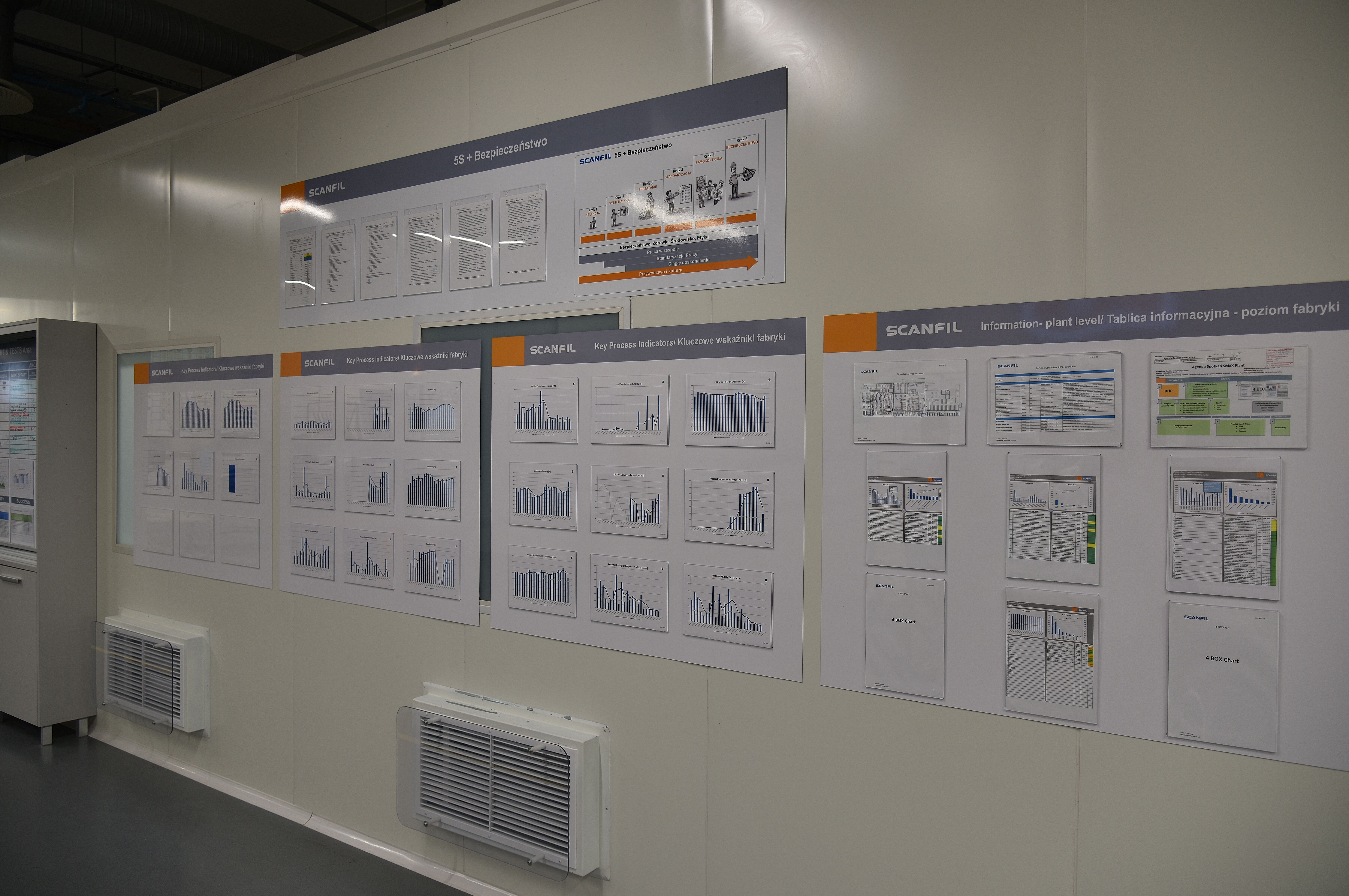
Доска с показателями KPI на заводе Scanfil, Польша

Ключевые показатели эффективности (англ. key performance indicators, KPI) — это числовые показатели деятельности, которые помогают измерить степень достижения целей или оптимальности процесса, а именно: результативность и эффективность.
KPI — инструмент, позволяющий контролировать и оценивать работу людей, групп, подразделений и компаний, а также позволяет помочь в оценке реализации стратегии. Если выбранные KPI не связаны с целью и не образуются исходя из её содержания, то такие KPI использовать бессмысленно. Технологии постановки, пересмотра и контроля целей и задач легли в основу современного управления и называется «Управление по целям».

## Определение
Термин «key performance indicators (KPI)» часто на русский переводят как «ключевые показатели эффективности» (КПЭ), однако это не совсем верный перевод. С переводом слов: key — ключевой, характеризующий степень достижения какой-либо цели, существенный для лица или ряда лиц; и indicator — индикатор, показатель; проблем не возникает, но слово performance невозможно однозначно перевести на русский, хотя технически это «производительность, КПД».
В ISO 9000:2008 для слова performance существуют два термина: результативность и эффективность:
- результативность — степень достижения запланированных результатов, способность компании ориентироваться на результат;
- эффективность — соотношение между достигнутыми результатами и затраченными ресурсами, способность компании к реализации своих целей и планов с заданным качественным уровнем, выраженным определёнными требованиями — временем, затратами, степенью достижения цели.

Слово performance объединяет в себе и результативность, и эффективность. Таким образом, правильным переводом термина KPI будет «ключевой показатель результата деятельности», так как результат деятельности содержит в себе и степень достижения, и затраты на получение результата.

## Методология
KPI базируются на системе сбалансированных показателей (англ. Balanced Scorecard, BSC), то есть на самом популярном на сегодня методе стратегического управления с комплексным подходом для достижения целей. При этом допускается, что при достижении всех целей нижнего уровня иерархии, главная цель достигается автоматически. Этот метод является частью системы управления эффективностью (англ. Performance Management) вместо системы управления по целям (англ. Management by Objectives, MBO). Здесь акцент делается на повышение значимости роли руководителя в оказании поддержки сотрудникам, например, проведение ежегодного обсуждения итогов их деятельности по показателям KPI и др.(англ. Performance Review) с формированием плана развития сотрудника (англ. Development Plan).
Также модель KPI использует многие управленческие концепции, например:
- Система показателей (фр. Tableau de bord) французского учёного Ж. Л. Мало (1932 г.);
- Менеджмент качества (70-е годы XX века);
- Управление компетенциями (англ. Competence Management) (90-е годы XX века);
- Система управления на основе показателей EVA (Экономической добавленной стоимостью) Стюарта Штерна (начало 1990-х);
- Модель стратегических карт Л. Мейселя (1992 г.);
- Система оценки эффективности деятельности и роста (англ. Effective Progress and Performance Measurement) К. Робертса и П. Адамса (1993 г.) и др.

Управление по целям — метод управленческой деятельности, предусматривающий:
- предвидение возможных результатов деятельности;
- планирование путей достижения результатов.

Основоположником «Управления по целям» является Питер Друкер (нем. Peter Ferdinand Drucker (1909—2005)). Именно он превратил управление — непопулярную и неуважаемую в 50-е годы XX века специальность в научную дисциплину. Питер Друкер также является основоположником системы оценки достижения результатов — целей через ключевые показатели эффективности. Согласно Друкеру, начальники должны избегать «ловушек времени», когда они вовлечены в процесс решения текущих ежедневных задач, поскольку это приводит к тому, что они начинают забывать о выполнении задач, направленных на достижение результатов (целей). Современным воплощением управления по целям, является «Система КПЭ», которая включает в себя множество управленческих концепций, которые появились за последние 20—30 лет и дополняют классическое «Управление по целям».
По мнению Питера Друкера, лишь немногие области менеджмента имеют такое большое влияние на организацию, как оценка деятельности подразделений и компании в целом. Однако оценка, подчёркивает Друкер, сегодня одна из самых слабо проработанных областей управления. Так в результате опроса, проведённого в США, стало ясно, что 60 % руководителей высшего уровня недовольны своими системами оценки результатов деятельности. По отечественным оценкам количество недовольных российских менеджеров, ещё больше, более 80 %. Это недовольство выражается в отсутствии связи между планами, исполнением, результатом и мотивацией.
KPI и мотивация персонала стали неразрывными понятиями, так как с помощью данных показателей (KPI) можно создать совершенную и эффективную систему мотивации и стимулирования сотрудников компании.
В зависимости от стратегии компании различают разные KPI. В основном их применяют для определения результативности работы административно-управленческого персонала. Например, в стратегической цели «увеличить средний доход на клиента с 10 рублей до 15 рублей на 2008 год» ключевым показателем эффективности является «средний доход на клиента».

## Классификация
KPI это не Ключевые факторы успеха. Это прежде всего числовой показатель.
Различают следующие виды KPI:
- целевые (степень или индикаторы приближения к цели);
- процессные (как критерий экономической эффективности);
- проектные (результативность проекта, ожидание менеджера проекта) и др.

KPI для руководителей:
- финансовые (Ф);
- клиентские (К);
- внутренних процессов (ВП);
- развития (Р).

Ключевые показатели эффективности можно разделить на:
- запаздывающие — отражают результаты деятельности по истечении периода;
- опережающие — дают возможность управлять ситуацией в пределах отчётного периода с целью достижения заданных результатов по его истечении.

К запаздывающим относятся финансовые показатели. Финансовые показатели демонстрируют связь с желаниями собственника и возможностями компании генерировать денежные потоки, однако в силу своего запаздывающего характера не могут описывать текущую эффективность подразделений и компании в целом.
Оперативные (опережающие) показатели рассказывают о текущей деятельности подразделений и компании в целом, параллельно и косвенно отвечая на вопросы о том, какие денежные потоки могут быть в будущем, а также каково качество процессов и продукции, степень удовлетворённости заказчиков.

## Характеристики KPI
Эффективная система KPI использует следующие характеристики:
- Адресная принадлежность
- Правильная ориентация
- Достижимость
- Открытость к действиям
- Обеспечение позиционирования
- Ограниченность задач
- Легкость восприятия
- Сбалансированность и взаимосвязанность
- Инициирование изменений (их принятие)
- Простота измерения
- Подкреплённость соответствующими индивидуальными стимулами
- Релевантность
- Сопоставимость
- Разумность

## Разработка KPI
Разработку KPI рекомендуется провести в ряд этапов:
1. Предпроектные работы:
- Получение одобрения и поддержки высших руководителей.
- Инициирование и планирование проекта.
- Создание проектной группы.
- Проведение предпроектного исследования.

2. Разработка методологии системы KPI:
- Оптимизация организационной структуры.
- Разработка методической модели.
- Разработка процесса управления компанией на основе KPI.
- Разработка системы нормативно-методической документации (регламентация).

3. Разработка информационной системы KPI:
- Разработка ТЗ для настройки (программирования) информационной системы.
- Настройка (программирование) информационной системы.
- Обучение пользователей.
- Проведение опытной эксплуатации.

4. Завершение проекта. Ввод системы KPI (методологии и информационной системы) в промышленную эксплуатацию.
При разработке методологии KPI важно акцентировать внимание на:
1. Изменения корпоративной культуры и организация процессов
2. Разработке целостной стратегии развития KPI
3. Разъяснении персоналу достоинств KPI
4. Идентификации общекорпоративных КФУ
5. Выборе решающих KPI для всей организации
6. Разработке структуры отчетности для всех уровней
7. Координации применения решающих KPI
8. Уточнении KPI для поддержания их актуальности.

## Правила и принципы внедрения KPI
1. Правило «10/80/10» — Каплан и Нортон рекомендовали использовать не более 20 KPI. Хоуп и Фрейзер предлагают использовать не более 10. Самой лучшей рекомендацией из существующей практики является правило «10/80/10». Это означает, что организация должна иметь около 10 ключевых показателей результативности, до 80 производственных показателей и 10 ключевых показателей эффективности. Для подразделений Панов рекомендует использовать не более 10—15 KPI, в противном случае менеджеры будут перегружены планированием, а руководство компании — «разбором полётов» по исполнению KPI, которые не сильно влияют на результативность, как подразделения, так и компании[14].
2. Принцип управляемости и контролируемости — Подразделению, ответственному за определённый показатель, должны быть выделены ресурсы на его управление, а результат может быть проконтролирован[14].
3. Принцип партнерства — Успешное решение задачи повышения производительности требует установления эффективного партнерства между всеми заинтересованными лицами: совместная разработка стратегии внедрения системы, необходимость добиться понимания того факта, что требуются перемены.
4. Принцип перенесения усилий на главные направления — Повышение производительности требует расширения полномочий сотрудников организации, особенно тех, кто работает непосредственно на «передовой линии»: помощь сотрудникам нуждающимся в повышении квалификации, обеспечение проведения тренингов, передачу ответственности на разработку собственных КПЭ, эффективное действие коммуникаций (горизонтальной и вертикальной)
5. Принцип интеграции процессов оценки показателей, отчетности и повышения производительности — Очень важно, чтобы менеджеры создали такую интегрированную схему оценки показателей и отчетности, которая стимулировала бы конкретные ответственные действия. Необходимо регулярно проводить отчетные совещания, по срокам, в зависимости от сложности решаемого вопроса.
6. Принцип согласования производственных показателей со стратегией — Показатели производственной деятельности лишены всякого смысла до тех пор, пока они остаются не привязанными к текущим критическим факторам успеха (КФУ), составляющим сбалансированную систему показателей (ССП), и стратегическим целям организации.

При этом сумма весов всех KPI на карте менеджера равна 100 % или единице. Веса расставляются экспертным путём. Каждому KPI устанавливается пороговое значение, по достижении которого выплачивается бонус из премиального фонда. Кроме того, есть ограничения в постановке целей в зависимости от типа собственника.

## Примеры KPI
Для персонала:
- KPI 1 = Скорость заполнения вакансии
- KPI 2 = Доля сертифицированных работников в общем количестве
- KPI 3 = Нарушения трудовой инспекции
- KPI 4 = Прирост выручки на сотрудника
- KPI 5 = Индекс потребительской лояльности NPS

Для генерального директора (с показателем)
- KPI 1 (Ф1) = Рост прибыли (EBITDA)
- KPI 2 (Ф2) = Рост рентабельности капитала (ROCE)
- KPI 3 (К) = Рост удовлетворённости клиента (CSI — индекс удовлетворённости внешнего клиента)
- KPI 4 (ВП) = Модернизация оборудования (Сроки)
- KPI 5 (Р) = Оптимизация численности персонала с учётом стратегических целей (Коэффициент покрытия стратегических компетенций)

Для директора по производству:
- KPI 1 = Объём прибыли или денежных средств за период
- KPI 2 = Выполнение производственного плана (по ассортименту)
- KPI 3 = Количество новой продукции в ассортименте
- KPI 4 = Выполнение бюджета производства (например, сокращение затрат при сохранении качества продукции)
- KPI 5 = Доля постоянных затрат на производство в общей структуре затрат (оптимизация производственных процессов, организация труда)

Для аналитической команды:
- KPI 1 = Количество отчётов за квартал
- KPI 2 = Индекс узнаваемости компании (например, по рейтингу)

## Инструменты
- Microsoft «Productivity Score»